# ホワイトハウス・フェロー

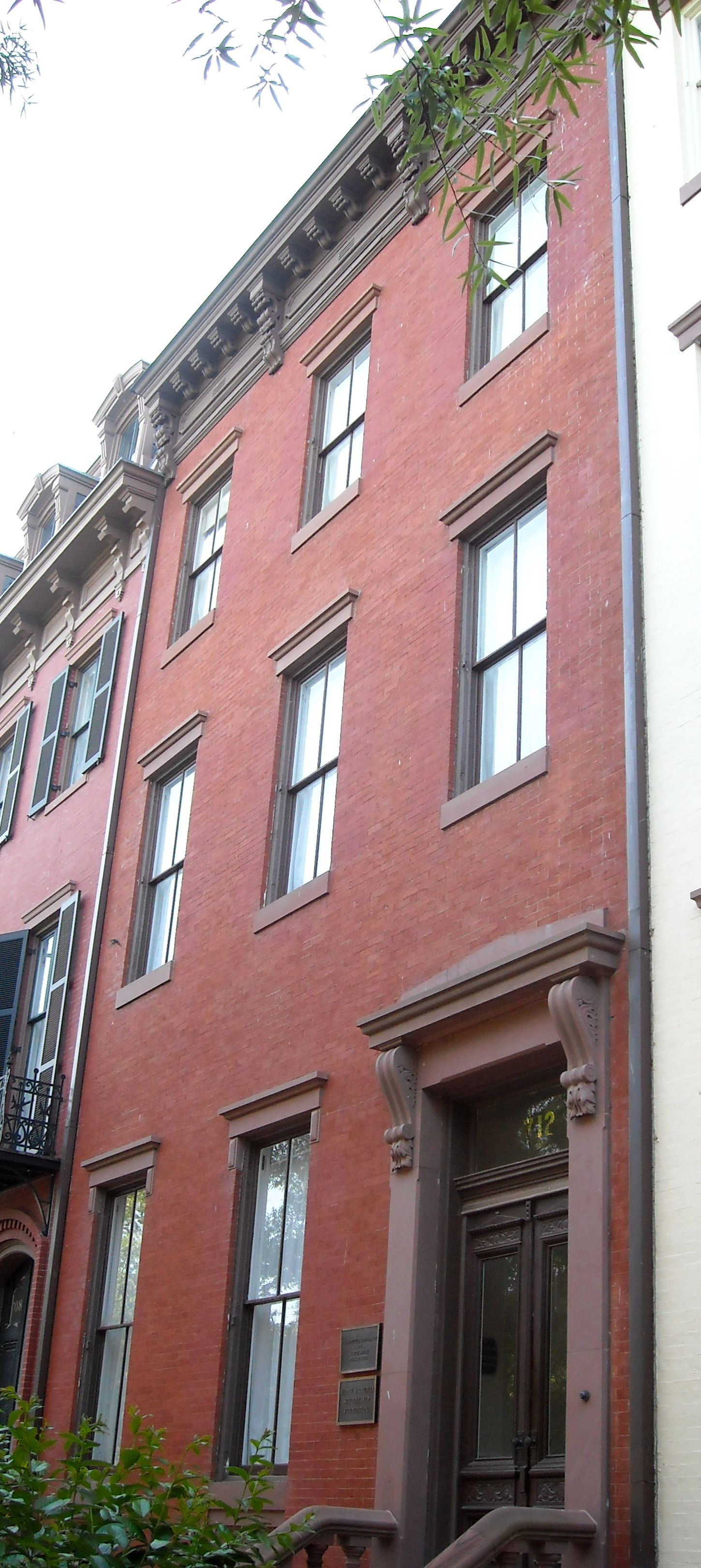
ホワイトハウス・フェロー・ビル

ホワイトハウス・フェロー（White House Fellows）は、アメリカ合衆国大統領府の大統領補佐官、副大統領、閣僚などの政府高官のアシスタントとなり、1年間の現場研修を受けることができる制度である。1964年、第36代大統領リンドン・ジョンソンにより開始される。

## 参加者
- コリン・パウエル
- マイケル・アマコスト
- デニス・C・ブレア
- イレーン・チャオ
- サム・ブラウンバック
- サンジェイ・ガプタ